# دیویسون دل نورته

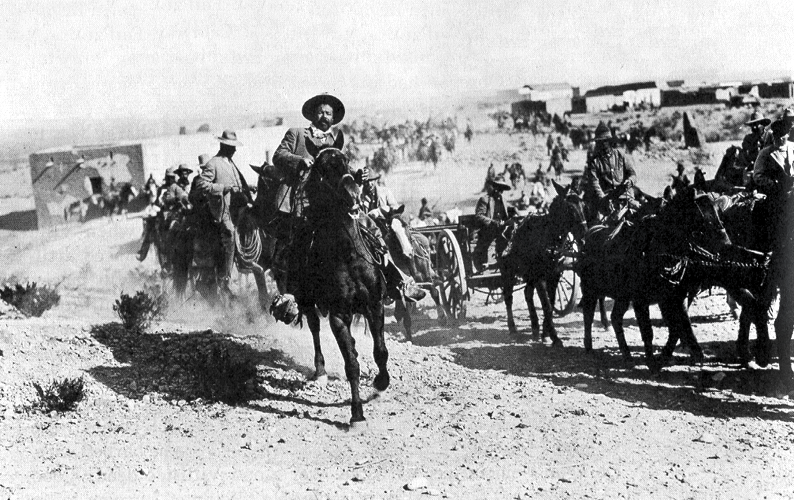
پانچو وییا و ارتش شمالی "دیویسون دل نورته" در انقلاب مکزیک

دیویسون دل نورته (اسپانیایی: División del Norte) (فارسی: ارتش شمالی)، ارتشی است که به دست فرانسیسکو مادرو پس از این که مادرو دعوت به قیام مسلحانه و آغاز انقلاب مکزیک در سال ۱۹۱۰ میلادی (۱۲۸۸ خورشیدی) را اعلام کرد تشکیل شده بود و در آغاز به دست «خوسه گونسالس سالاس» (Jose Gonzales Salas) رهبری می‌شد، پس از خودکشی سالاس بعد از این که در «نخستین نبرد ریانو» (First Battle of Rellano) به دست پاسکوال اروسکو (Pascual Orozco) شکست خورد رهبری این ارتش به ویکتوریانو اوارتا (Victoriano Huerta) واگذار شد. پس از روی کار آمدن اوارتا در «ده روز غم انگیز» (اسپانیایی: la Decena trágica) و سرنگونی و قتل مادرو، رهبری این ارتش را پانچو وییا به عهده گرفت. به همین دلیل نام این ارتش با نام پانچو وییا همراه است. وییا اغلب خود این ارتش را در نبرد همراهی و رهبری می‌کرد.
دیویسون دل نورته حدود ۵۰٬۰۰۰ نفر داشت، که این بزرگترین نیروی انقلابی است که تا کنون در آمریکا شناخته شده‌است. محبوبیت وییا بدون شک نقش مهمی در استخدام و داوطلبی تعداد زیادی از مردان عضو این ارتش بود.